# Видиборец
Видибо́рец (бел. Відзіборац) — деревня в Столинском районе Брестской области Беларуси. Входит в состав Видиборского сельсовета. Расположена в 20 км от Столина, в 235 км от Бреста, в 9 км от железнодорожной станции Видибор. Население — 35 человек (2019).

## История
Впервые упоминается в 1431 году.
В 1879 году деревня Плотницкого православного прихода. В 1897 году околица Плотницкой волости Пинского повета Минской губернии. 
С 1921 по 1939 годы в составе Плотницкой гмины Лунинецкого повята Полесского воеводства Польши. С 1939 года в составе БССР.
С 12 октября 1940 года деревня в составе Столинского района Пинской области. С 8 января 1954 года в Брестской области.
C июля 1941 года по начало июля 1944 года была оккупирована немецко-фашистскими войсками.
В 1970 году в составе колхоза «XIX партсъезд».

## Население
Население деревни на 2019 год составляло 35 человек.
| 1897 | 1921  | 1959  | 1970  | 2005 | 2009 | 2019 |
| ---- | ----- | ----- | ----- | ---- | ---- | ---- |
| 136  | ▲ 189 | ▼ 178 | ▼ 147 | ▼ 53 | ▼ 43 | ▼ 35 |